# Lipina (powiat Ołomuniec)
Lipina – miejscowość i gmina (obec) w Czechach, w kraju ołomunieckim, w powiecie Ołomuniec. W 2022 roku liczyła 166 mieszkańców.